# The Strong National Museum of Play

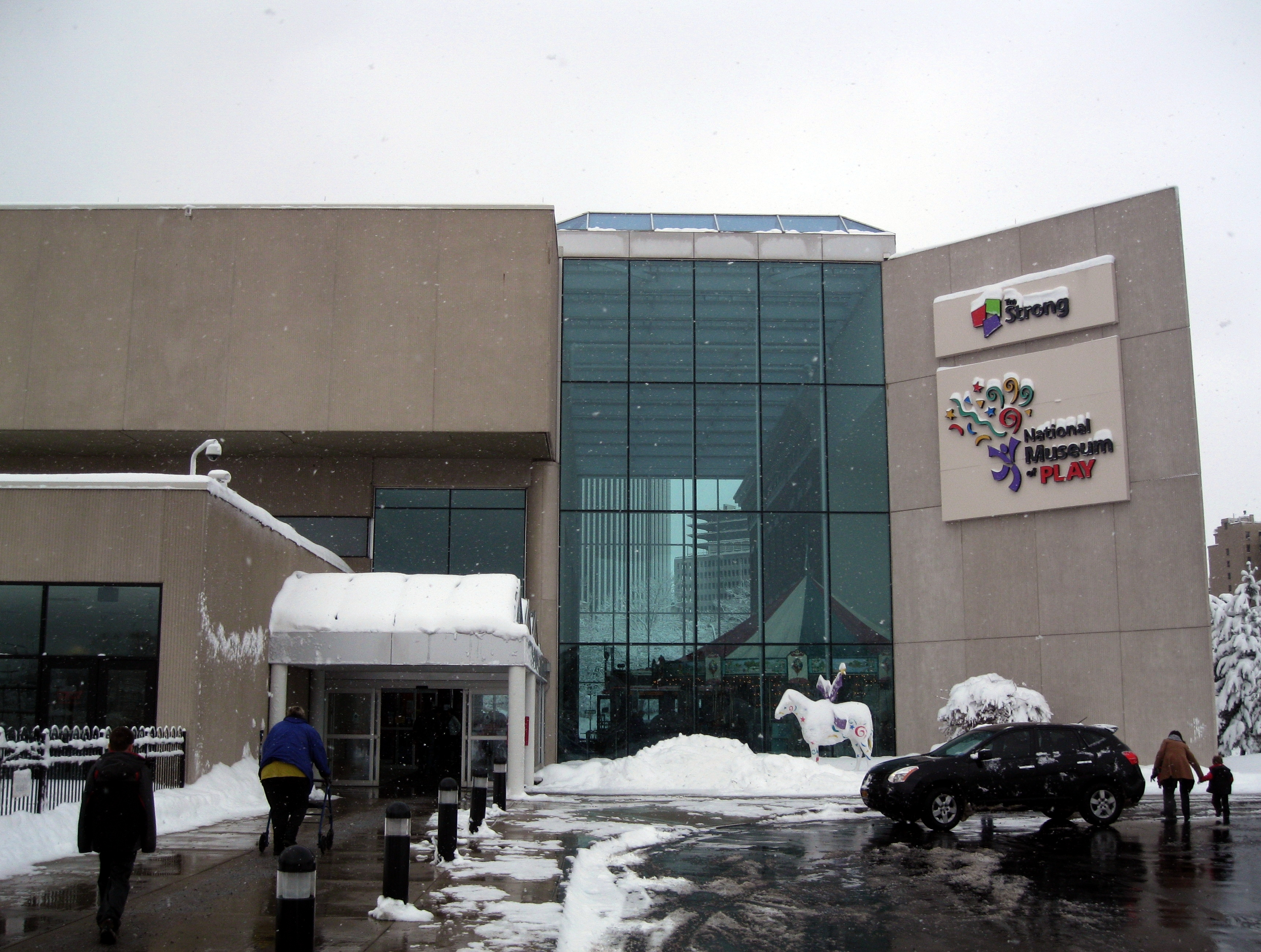
Entrée du musée en 2013

The Strong National Museum of Play (aussi appelé The Strong Museum ou The Strong) fait partie de The Strong (en) à Rochester, New York (Etats-Unis). Fondé en 1969 et initialement composé de la collection privée de Margaret Woodbury Strong, c'est en 1982 que le musée est ouvert au public, après des années de préparation, catalogage et développement d'exposition pour le nouveau bâtiment, situé au centre ville de Rochester,.
Pendant au moins 15 ans après son ouverture, la mission du musée est d'interpréter l'histoire culturelle et sociale américaine entre 1830 et 1940, sous la direction de H.J. Swinney et William T. Alderson. La collection de Margaret Woodbury Strong de poupées et jouets, d'Arts décoratifs américains et européens, de photographies, de peintures, artisanat japonais et de publicités, est alors complétée par des collections achetées et données.

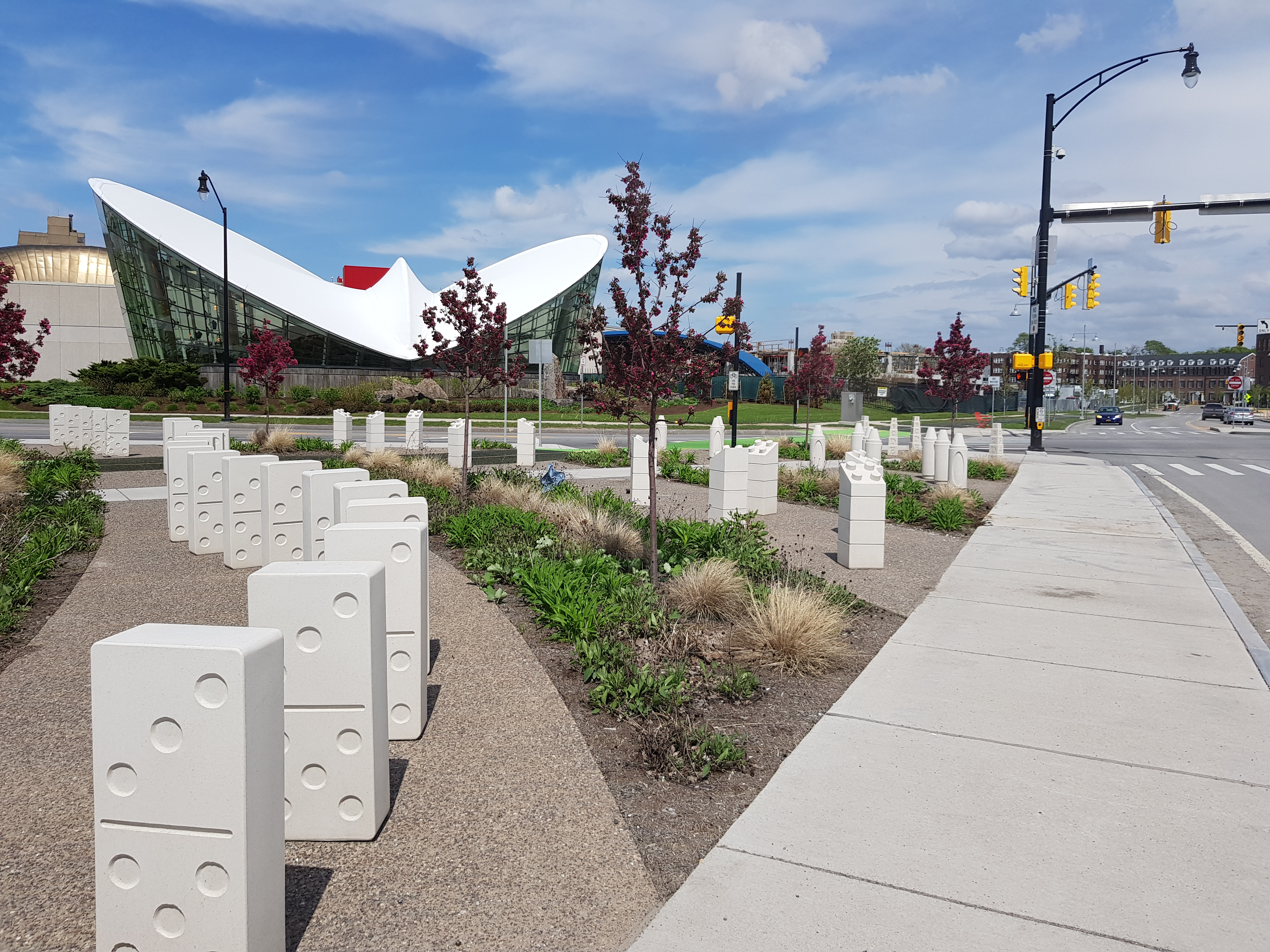
Vue extérieure du musée

Le musée reçoit une importante publicité nationale et locale, ainsi que d'une aide financière de la National Endowment for the Humanities' Exhibitions and Public Programs division,.
Dans les années 90, le Conseil d'administration et le Directeur du musée modifie sa mission initiale, qui devient alors : collecter, conserver et interpréter l'histoire du jeu. Depuis, la collection du musée a été améliorée et enrichie, ainsi qu'agrandie à deux reprises (en 1997 et 2006),.
Le musée est à présent l'un des six Play Partners de The Strong, qui comprend également le National Toy Hall of Fame, le World Video Game Hall of Fame, l'International Center for the History of Electronic Games et Brian Sutton-Smith Library and Archives of Play, le Woodbury School et l'''American Journal of Play,,,

## Organisation

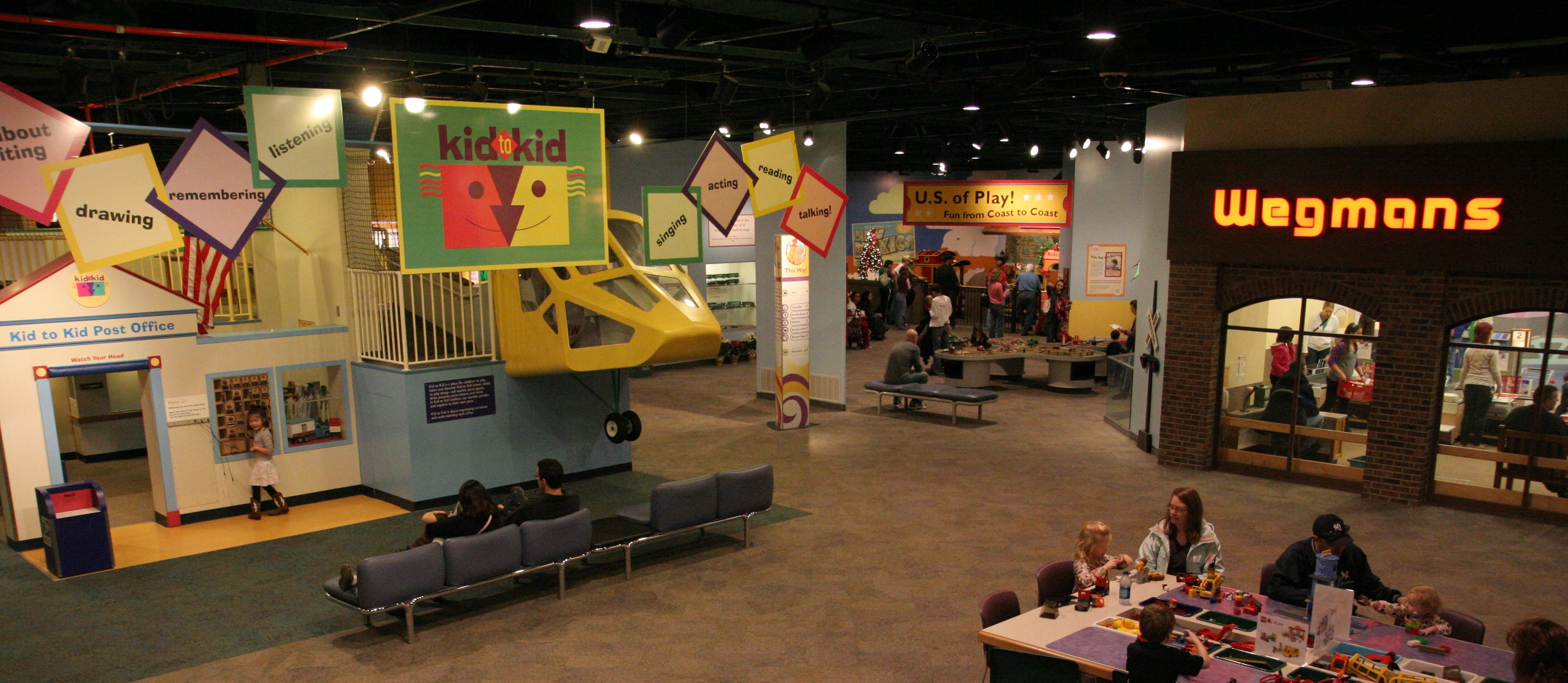
Intérieur du musée

Initialement connu comme le Margaret Woodbury Strong Museum, puis the Strong Museum. Enfin, après une importante rénovation et expansion (doublant presque sa surface, à ≈ 26 198m²) en 2006, il est alors renommé comme étant The Strong National Museum of Play.
Le National Museum of Play, outre le fait d'être un musée uniquement consacré à l'étude des jeux, par son caractère interactif, est dit comme étant un musée pour enfants (en). Il est même le deuxième plus grand musée de ce type aux Etats-Unis,,,.
Le musée comprend des éléments phare du monde du jeu. Les visiteurs peuvent également explorer les univers de Rue Sésame, de La Famille Berenstain, de Reading Adventureland et du Dancing Wings Butterfly Garden,,,,,.
Les expositions ont pour thématique les jeux vidéo, les livres de contes, les programmes télévisés, l'éducation, la nature, l'Histoire, la bande dessinée, les manèges et petits trains et l'univers des enfants.
Ainsi, eGameRevolution est la première exposition permanente sur les jeux vidéo des Etats-Unis et accueille le World Video Game Hall of Fame.
The Strong Museum a reçu 700 000$ US de la Fondation nationale pour les sciences humaines pour réaliser et mettre en place une exposition interactive, prévue pour 2022, pour montrer l'influence des jeux vidéo sur la culture.